# 宇津戸村
宇津戸村（うづとむら）は、広島県御調郡にあった村。現在の世羅郡世羅町の一部にあたる。

## 地理
- 河川：宇津戸川[2]

## 歴史
- 1889年（明治22年）4月1日、町村制の施行により、御調郡宇津戸村が単独で村制施行し、宇津戸村が発足[1][2]。
- 1893年（明治26年）宇津戸郵便局開設[2]。
- 1909年（明治42年）消防組設立[2]。
- 1910年（明治43年）宇津戸産業組合設立[2]。
- 1919年（大正8年）電灯点灯[2]。
- 1955年（昭和30年）大水害により死者35名を出す[2]。
- 1955年（昭和30年）2月1日、世羅郡甲山町、東村、三川村と合併し、甲山町が存続して廃止された[1][2]。

## 産業
- 農業[2]

## 教育
- 1916年（大正5年）宇津戸尋常小学校内に、宇津戸農業補習学校を併設[2]。